# LMH 1
Als LMH 1 wurde eine zweiachsige Industrielokomotive der AEG bezeichnet, die 1908 hergestellt und im Rangier- sowie Werksverkehr bei der Kleinbahn Langenfeld-Monheim-Hitdorf (LMH) – seit 1963 Bahnen der Stadt Monheim (BSM) – eingesetzt wurde.
Die Elektrolokomotive war bis zum Ende des elektrischen Betriebes 1980 bei der Gesellschaft im Einsatz. Die Lokomotive war danach bei der AEG an verschiedenen Standorten als Denkmal aufgestellt und wurde 1999 verschrottet.

## Geschichte und Einsatz
Die Lokomotive war die erste bei der Kleinbahn, der Personenverkehr wurde mit Triebwagen durchgeführt. 1921 wurde noch eine zweite Lokomotive gleicher Größe und Leistung geliefert, die die Nummer 2 erhielt.
Beide Lokomotiven waren dem gestiegenen Güteraufkommen Ende der 1920er-Jahre nicht mehr gewachsen. Um das Reibungsgewicht zu erhöhen, wurde ihr 1909 ein Ballast von fast einer Tonne beigelegt. Das zulässige Zuggewicht der Lokomotiven betrug 175 t. Nach der Beschaffung der LMH 15 1928 wurden die Lokomotiven nur noch in untergeordneten Diensten (Bauzüge, Rangierarbeiten) eingesetzt. Trotzdem blieb die Lok 1 bis zum Ende des elektrischen Betriebes erhalten.
Nach dem Ende des elektrischen Betriebes wurde die Lokomotive an die AEG verkauft, die sie an verschiedenen Standorten in Berlin als Denkmal aufstellte. Die Lokomotive war als Exponat für ein zukünftiges Verkehrsmuseum in Berlin gedacht. 1999 fand sich keine Verwendung mehr für die Lokomotive, sie wurde im gleichen Jahr verschrottet.

## Technik
Die Lokomotive besaß einen Mittelführerstand und zwei Vorbauten. Sie war in Gleichstromtechnik ausgeführt, was eine Widerstandssteuerung für die Steuerung der Lok benötigte. Die beiden Fahrmotoren von je 47 kW waren als Tatzlager-Fahrmotoren ausgeführt.
Zur Betriebsaufnahme war die Lokomotive mit einer Handbremse versehen, die indirekte Bremse erhielt sie erst um 1930. Zu Beginn hatte sie neben der Zug- und Stoßeinrichtung noch eine Trompetenkupplung.